# Sellnickochthonius maroccanus
Sellnickochthonius maroccanus är en kvalsterart som först beskrevs av Sandór Mahunka 1980.  Sellnickochthonius maroccanus ingår i släktet Sellnickochthonius och familjen Brachychthoniidae. Inga underarter finns listade i Catalogue of Life.